# 망해정
망해정(望海亭)은 충청남도 부여군 부여읍 동남리에 있던 건축물이다. 1984년 5월 17일 충청남도의 문화재자료 제113호로 지정되었다가, 1996년 2월 27일 문화재 지정이 해제되었다.
삼국사기 백제본기 의자왕 15년 조의 ‘왕궁 남쪽에 망해정(望海亭)을 세웠다’는 기록과 화지산 주변의 경관을 고려할 때 망해정은 궁남지 주변 화지산에 있었을 가능성이 높은 것으로 추정되고 있다.

## 같이 보기
부여 화지산 유적 (사적 제425호) 백제 이궁지(離宮址)인 망해정(望海亭)이 있었다고 전해지고 있는 곳이다.

## 참고 문헌
- 망해정 - 국가유산청 국가유산포털